# Abádszalók
Abádszalók är en stad och kommun i distriktet Kunhegyes i provinsen Jász-Nagykun-Szolnok i Ungern. Kommunen har 3 799 invånare (2024), på en yta av 132,23 km².